# Muzeum Narodowe w Belgradzie
Muzeum Narodowe w Belgradzie (serb. Narodni muzej u Beogradu) – najstarsze i największe muzeum w Serbii. Znajduje się w centrum Belgradu, przy Placu Republiki (Trg republike). Muzeum liczy ponad 400 tys. eksponatów. Jego powierzchnia wystawiennicza wynosi ponad 5000 m².

## Historia
Powstało 10 maja 1844 jako Muzeum Serbskie na podstawie dekretu ministra edukacji Jovana Sterii Popovicia. Głównym celem muzeum było gromadzenie zabytków. W roku 1848 liczyło ono już 79 eksponatów, w tym monety, rękopisy, książki i pieczęcie. W 1853 roku utworzono stanowisko kustosza muzeum, pierwszym kustoszem został Filip Nikolić.
Z czasem instytucja poszerzyła swoją działalność o prace naukowo-badawcze, a następnie rozwinęła działalność wystawienniczą. Pierwszą wystawę muzeum zorganizowało w 1864. W tym samym roku Serbskie Stowarzyszenie Literackie przekazało muzeum swoje zbiory. W 1871 w placówce znajdowało się już prawie 13 tysięcy eksponatów. W okresie międzywojennym muzeum ograniczyło organizowanie wystaw, rozwinęła się natomiast jego działalność naukowa i wydawnicza.

## Siedziba
Budynek muzeum został zbudowany w 1903 roku według projektu architektów Andry Stevanovicia i Nikoli Nestorovicia. Pierwotnie przeznaczony dla Dyrekcji Skarbu. Jest siedzibą Muzeum Narodowego od 23 maja 1952. Wcześniej muzeum przenosiło się 11 razy – w 1844 znajdowało się w budynku Ministerstwa Edukacji, następnie kolejno w koszarach Topčijska, Budynku Dyrekcji Edukacji, w rezydencji majora Mišy Anastasijevicia, w tym w budynku przy placu Królewskim, w domu należącym do Stevčy Mihailovicia, w budynku Kasy Oszczędności Vračar, w domu Rašy Miloševicia (obecnie ambasady Chorwacji i Niemiec), w rezydencji księżnej Ljubicy, w budynku Rady Miejskiej, w budynku przy placu Studentski trg.
Budynek wybudowano w stylu eklektyzmu z elementami neorenesansu. Zniszczony podczas II wojny światowej, następnie odbudowany. Poddany kompleksowym pracom konserwatorskim w latach 60. XX wieku. Wtedy to m.in. zrekonstruowano wielką kopułę. W 2018 w gmachu muzeum zakończyły się kolejne, 15-letnie prace konserwatorskie.

## Zbiory

### Prehistoria

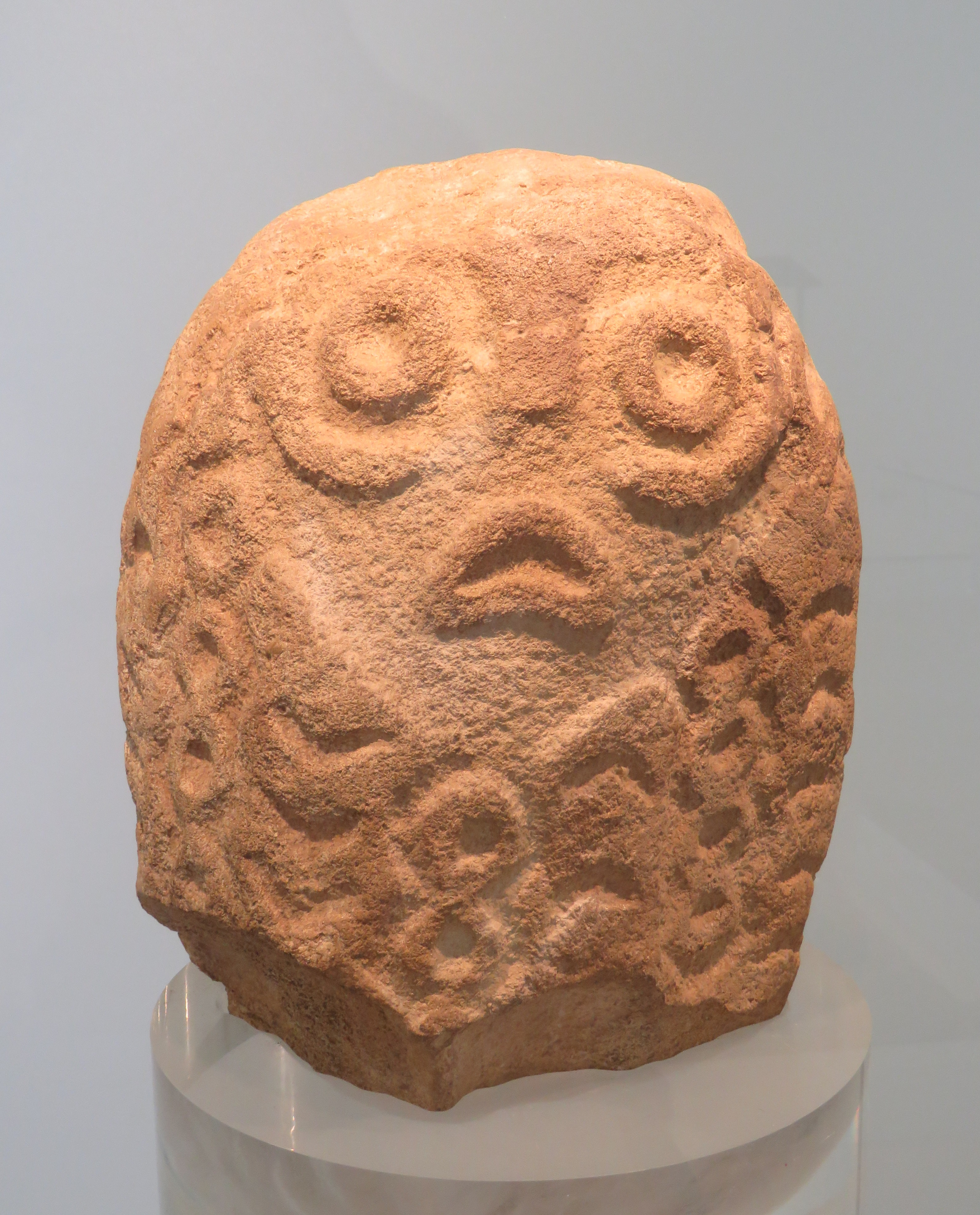
Lepenski Vir, kamienna rzeźba

Kolekcja zabytków z okresu paleolitu i mezolitu zawiera między innymi materiały pozyskane w trakcie wykopalisk prowadzonych na następujących stanowiskach: Velika Balanica, Mala Balanica, Pešturina, Jaskinia Hadži-Prodanova. Najwięcej zabytków pochodzi z wykopalisk prowadzonych w jaskini Shalitrena w pobliżu Mionicy (z okresu środkowego i górnego paleolitu). Do najcenniejszych eksponatów na skalę światową należy szczęka hominida z miejscowości Mala Balanica (przyjmuje się, że ma ona 397–525 000 lat). Osobną kolekcję stanowią przedmioty pozyskane w trakcie wykopalisk na stanowisku Lepenski Vir z okresu mezolitu oraz neolitu. Stanowisko obejmuje dawną osadę. Wśród eksponatów są przedmioty z rogu i kości (igły, haczyki, biżuteria), kamienne figurki i amulety oraz ceramika. Najciekawsze w kolekcji są monumentalne kamienne rzeźby o kształtach inspirowanych rybami. Kolekcja znalezisk z okresu neolitu obejmuje przedmioty z okresu od końca VII do połowy VI tysiąclecia p.n.e. pozyskane w trakcie wykopalisk na stanowiskach: Starčevo koło Pančeva, Pavlovac (Čukar i Gumnište) koło miasta Vranje, Nosa-Biserna Obala koło Suboticy, Tečić w Szumadii, Ajmana, Mala Vrbica i Aria Babi w Żelaznej Bramie. Wśród przedmiotów są różnorodne wyroby ceramiczne, narzędzia z kamienia, kości i rogu, biżuteria, a także przedmioty rytualne. Kolejna kolekcja obejmuje przedmioty z okresu późnego neolitu i eneolitu, w tym przede wszystkim przedmioty związane z kulturą Vinča. Przedstawiciele kultury Vinča mieszkali na terenie Serbii. Zajmowali się rolnictwem i hodowlą zwierząt, ale również wytwórstwem przedmiotów z miedzi. W kolekcji wyróżniają się przedmioty związane z początkami hutnictwa – odlewy, miedziane narzędzia i biżuteria. Do najcenniejszych zabytków kolekcji z epoki brązu należy przypadkowo odkryty ceramiczny przedmiot kultu z Dupljai koło Vršaca, tzw. Rydwan z Dupljai Kolekcja zabytków epoki żelaza obejmuje narzędzia, broń, biżuterię, przedmioty codziennego użytku wykonane z żelaza, brązu, srebra, złota, a także wyroby ceramiczne. Do najcenniejszych należy broń celtycka, srebrne pasy typu Mramorac z połowy V w., ozdoby z metali szlachetnych, znalezione w grobowcach przywódców plemiennych (skarb z Čurugu).

### Starożytność

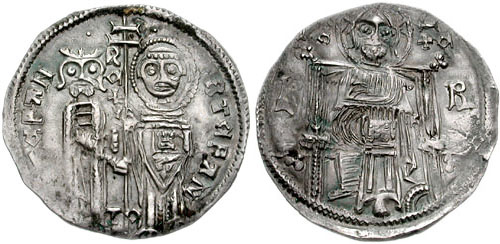
Serbski dinar z XIV w.

Kolekcja sztuki starożytnej Grecji obejmuje między innymi rzeźby, naczynia ceramiczne, biżuterię, broń, przedmioty z metali. Do najciekawszych należą naczynia z Olbii, malowane w stylu czerwonofigurowym,  w tym krater z przedstawieniem Dionozosa i Ariadny z V–IV w. p.n.e., złota biżuteria z Budvy czy naczynie z Trebeništy z wizerunkiem jeźdźca. Kolejna kolekcja obejmuje m.in. rzymskie stele grobowe, ołtarze, sarkofagi i kamienie milowe. Oprócz przedmiotów pozyskanych na stanowiskach archeologicznych w Serbii, są tu również zabytki przywiezione z Macedonii i Albanii. W skład kolekcji numizmatycznej wchodzą monety greckie, iliryjskie, rzymskie, a także plemion barbarzyńskich. Na uwagę zasługują rzadko spotykane monety miasta Damastion oraz pieniądze celtyckiego plemienia Scordysków, a także monety bite w połowie III wieku w mennicach w Viminacium (Kostolac), ważnym ówcześnie ośrodku menniczym Bałkanów.

### Średniowiecze

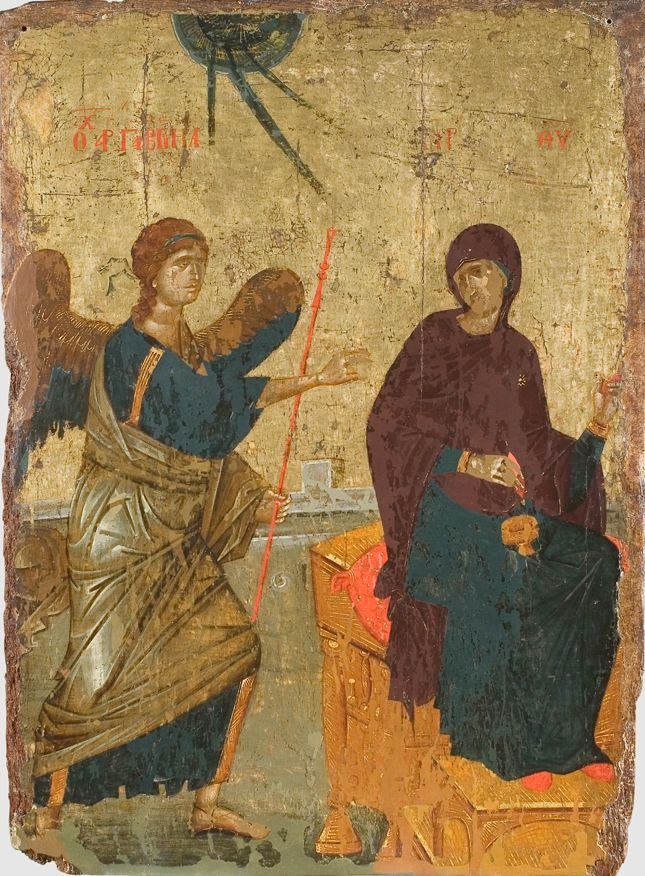
Ikona z XIV wieku

Zbiory średniowieczne zgrupowane są w czterech kolekcjach. W zbiorze zabytków archeologicznych późnego średniowiecza wyróżniają się przedmioty związane z życiem i działalnością Stefana Nemanii. Wśród eksponatów wyróżnia się również bogato haftowany epitrachelion z końca XIV wieku / początku XV wieku odnaleziony w kościele Świętych Apostołów Piotra i Pawła w miejscowości Novi Pazar. Kolekcja sztuki średniowiecznej i bizantyjskiej zawiera zabytki z okresu od VII do XVI wieku. Cennym elementem kolekcji jest zbiór ikon, w większości pochodzących z XIV wieku. Wśród eksponatów znajdują się również Ewangeliarz Mirosława z 1180 (najstarszy zabytek piśmiennictwa serbskiego) wpisany na listę Pamięć Świata, emaliowane talerze z klasztoru Chilandar (XI w.), pierścień księcia Radosława (1219–1220), pierścień królowej Teodory (z ok. 1322) oraz szata cesarza Iwana Aleksandra. Kolejna kolekcja obejmuje sztukę serbską od 1459 do 1804. Jej podstawą jest zbiór ikon przedstawiających serbskich władców i świętych. Ponadto w kolekcji znajdują się naczynia, biżuteria, przedmioty liturgiczne i inne. Jednym z najciekawszych zabytków w kolekcji są drewniane carskie wrota z końca XV wieku, pochodzące z nieznanego kościoła w Ochrydzie w Macedonii. Czwarta kolekcja zawiera około 1300 kopii fresków z różnych kościołów i klasztorów, około 300 kopii rzeźb i detali architektonicznych, a także pojedyncze egzemplarze ikon i miniatur z okresu od XI do XV wieku.

### Nowożytność i czasy współczesne

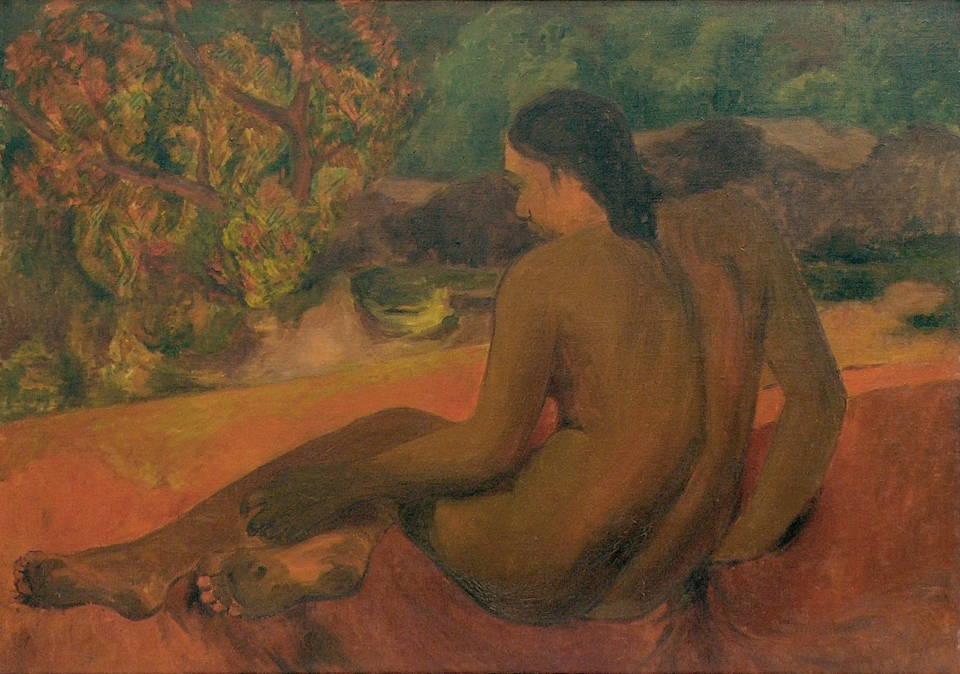
Gauguin, Tahitańska kobieta II

W muzeum znajdują się kolekcje sztuki nowożytnej i współczesnej obejmujące: malarstwo serbskie XVIII i XIX wieku, malarstwo jugosłowiańskie XX wieku, rysunki i grafiki artystów jugosłowiańskich, sztukę zagraniczną, rysunki i grafiki artystów zagranicznych.
Podstawą kolekcji sztuki zagranicznej było 70 dzieł włoskich artystów podarowanych muzeum przez słowackiego malarza Bertholda Lippaya w 1891. Obecnie kolekcja obejmuje około 1100 obrazów i rzeźb artystów włoskich, francuskich, flamandzkich, holenderskich, rosyjskich, austriackich i in. Wśród nich są dzieła Tintoretta, Bassana, Gambariniego, Canaletta, Van Gogha, Picassa, Kandinsky'ego, Chagalla. Wyjątkowo wartościową częścią kolekcji jest malarstwo francuskie. Zbiór sztuki francuskiej posiadany przez muzeum jest uważany za największy na Bałkanach.